# 헬로TV
헬로TV(Hello TV)는 LG헬로비전에서 제공하고 있는 대한민국의 디지털케이블방송 서비스이다. 2020년 1월 1일 세계 최초로 OCAP(영어: Open Cable Application Platform) 기반의 디지털케이블 양방향서비스를 상용화하였으며, 현재 대한민국 최다 220여 개의 채널을 송출하고 있다. 2007년에는 디지털방송 가입자 20만 돌파, 2009년 70만, 2011년 100만 명을 돌파했으며 2012년에는 140만 명을 넘어섰다. 2005년 동탄산업훈장, 2006년 인터랙티브 에미상을 받았으며 2011, 2012년 2년 연속 방송통신위원회 실시 방송평가에서 1위를 차지했다.

## 같이 보기
- LG헬로비전
- 헬로넷
- 헬로폰
- 00747
- 헬로모바일
- 티빙